# Принц (аутомобил)
НСУ Принц је аутомобил који је производила НСУ Моторенверке АГ у Западној Немачкој од 1958. до 1973. године.

## НСУ Принц I, II и III
Први послератни НСУ аутомобил, Принц I, представљен је на сајму аутомобила у Франкфурту у септембру 1957. праћен рекламним слоганом „Вози принца и краљ си“. Након пилот-пробне серије од 150 аутомобила у претпродукцији, масовна производња је почела у марту 1958. године.
Принц I је био доступан као лимузина са 2 врата, са усправном линијом крова и седиштима за четири особе. Врата су се отворила довољно широко да омогуће разуман приступ чак и задњим седиштима, иако је простор за ноге био озбиљно ограничен. Поред пртљажног простора коме се приступа преко отвора на предњем делу аутомобила и који се дели са резервним точком и резервоаром за гориво, иза задњег седишта је постојао узак, али дубок простор пуне ширине довољан за смештај кофера за одмор.
Поред тога, Принц је увезен у Сједињене Државе, али у ери када су аутомобили који гутају гас била норма на америчким путевима, Принц се није добро продавао. Одбачен након 1960. године. 
Бучни двоцилиндрични мотор од 600 кубика  био је смештен позади где је покретао задње точкове, у почетку преко несинхроног мењача. Касније верзије су добиле четворостепени потпуно синхронизовани мењач.  Мотор је  похваљен у савременим извештајима због своје штедљивости горива и дуговечности. Иако је био бучан, мотор је нудио импресивну флексибилност, подсећајући на снагу НСУ-а као произвођача мотоцикала.
Принц II („луксузна“ верзија) је објављен 1959. године са бољом опремом и потпуно синхронизованим мењачем. Извозна верзија 30Е била је опремљена мотором од 30 КС. Принз III је лансиран у октобру 1960. са новим стабилизатором и мотором од 30 кс.
НСУ је добио одобрење владе да произведе Принца у Бразилу касних 1950-их, али од пројекта није било ништа.

## Спортски Принц
Спортски Принц је био варијанта спортског купеа са 2 седишта. Дизајнирао га је Франко Сцаглионе у студију Бертоне у Торину. 20.831 произведено је између 1958. и 1968. године. Првих 250 каросерија направио је Бертоне у Торину. 

## НСУ Принц IV
Принц IV је једно од открића са сајма аутомобила у Франкфурту у септембру 1961.  Принц IV је заменио оригинални Принз.  Као и оригинални Принз, покретао га је двоцилиндрични мотор са ваздушним хлађењем у задњем делу. Принц IV је био много побољшан и наставио је да буде добро конструисан аутомобил, као и његови претходници. Мотор је наставио традицију НСУ ексцентричног брегастог вратила са погоном на шипку, наслеђену од њихових мотора мотоцикала.
Принц IV је тестиран 1962. године. Тестни аутомобил је постигао максималну брзину од 70 мпх (113 км/х) и убрзао до 97 км/х за 35,7 секунди. Опрезно су оценили да нуди „не више од осталих“, али и „недостаје ништа важно“.

## Принц 1000
НСУ Принц је еволуирао у нешто већу каросерију НСУ Принц 1000 (Тип 67а), представљен на Салону аутомобила у Франкфурту 1963. године. Појавио се и спортски НСУ 1000 ТТ (са мотором од 1,1 литара), који је касније развијен у моделе НСУ (1200) ТТ и НСУ ТТС.  Углавном алуминијски мотори били су веома живахни и веома поуздани. Принц 1000 је изгубио део имена „Принц“ у јануару 1967. године, постајући једноставно НСУ 1000 или 1000 Ц у зависности од опреме. 1000 је добио велике овалне фарове, док спортске ТТ верзије имају двоструке округле фарове постављене унутар истог оквира. 
НСУ Принц 1000 ТТ је направљен у 14.292 примерка између 1965. и 1967. године, када је замењен ТТ са већим мотором. Овај са 1,2-литарским мотором, произведен је до јула 1972. за укупно 49.327 примерака. ТТ се може препознати по широкој црној траци између фарова. ТТС је направљен посебно за такмичење, био је успешан и у успонима и у кружним тркама. Има хладњак за уље постављен с предње стране и направљен је у 2.402 примерка од фебруара 1967. до јула 1971. Накратко је назван „Принц 1000 ТТС“ када је први пут представљен. Постојао је и конкурентски модел ТТС-а који је био доступан за продају.

## Крај производње
Када је НСУ купио Волксваген 1969. године, спојен је са Ауто Унион АГ. Ауто Унион је претходно преузео ВВ 1964. године и производио је аутомобиле средње величине, оживљавајући Ауди марку. Назив нове компаније је промењен у Ауди НСУ Ауто Унион АГ. Наследник НСУ Принца био је Ауди 50 са погоном на предње точкове, касније преименован у Фолксваген Поло.

## Повезани модели
По лиценци, Принц се производио у Сарајеву, Југославија (сада Босни и Херцеговини), од стране ПРЕТИС-а (компанија Тито Сарајево). Произведено је око 15.000 возила.
У Уругвају, Принц 4 је направио Нордек С.А., а нови модел, П6, комбиновао је мотор и механику НСУ модела са одвојеном каросеријом коју је у потпуности редизајнирао Царлос Сотомаиор. Од 1970. године, П10 је направљен као наследник модела НСУ П6. Ово је имало већи мотор од НСУ Принца 1000 и за 21 цм продужено међуосовинско растојање.